# GMB (企業)
GMBは駆動系部品のOEM供給と補修用部品を製造販売する独立系自動車部品メーカー。

## 沿革
- 1943年3月 - 金属加工業を目的に松岡精工所を創業。
- 1962年5月 - 株式会社浪速精密工業所設立。
- 1976年12月 - 子会社GMB UNIVERSAL JOINTS Inc.設立。
- 1977年12月 - 東大阪鍛工株式会社を子会社化。
- 1979年2月 - 関連会社韓国GMB工業株式会社設立。
- 1988年4月 - 子会社GMB UNIVERSAL JOINTS Inc.同(WEST）合併しGMB NORTH AMERICA Inc.に変更。
- 1989年5月 - ジーエムビー株式会社に社名変更。
- 1991年12月 - 子会社韓国ベアリング株式会社設立。
- 1992年9月 - 子会社山東吉明美工業有限公司設立。
- 1993年6月 - 関連会社韓国GMB工業株式会社が子会社韓国ベアリング株式会社を吸収合併し、韓国GMB工業株式会社を子会社化。
- 1996年3月 - 子会社青島吉明美机械制造有限公司設立。
- 2001年9月 - 子会社THAI GMB INDUSTRY Co., Ltd.設立。
- 2002年11月 - GMB株式会社に社名変更。
- 2004年12月 - 大阪証券取引所市場第二部に株式上場。
- 2005年1月 - 子会社韓国GMB工業株式会社がGMB KOREA Corp.に社名変更。
- 2006年8月 - 子会社青島吉明美汽車配件有限公司設立。
- 2009年6月 - 関連会社THAI KYOWA GMB Co., Ltd.設立。
- 2010年12月 - 子会社山東吉明美工業有限公司の出資持分を全額譲渡。
- 2012年11月 - 子会社GMB KOREA Corp.が韓国証券取引所に株式上場。
- 2013年1月 - 子会社吉明美（杭州）汽配有限公司設立。
- 2013年4月 - 子会社AG TECH Corp.設立。
- 2013年6月 - 大阪証券取引所市場第一部銘柄に指定。
- 2013年7月 - 東京証券取引所と大阪証券取引所の現物市場の統合により、東京証券取引所市場第一部に株式上場。
- 2013年12月 - 子会社吉明美汽配（南通）有限公司設立。
- 2014年5月 - 子会社GMB RUS TOGLIATTI LLC及びGMB ROMANIA AUTO INDUSTRY S.R.Lを設立。